# Легкоплавкие сплавы

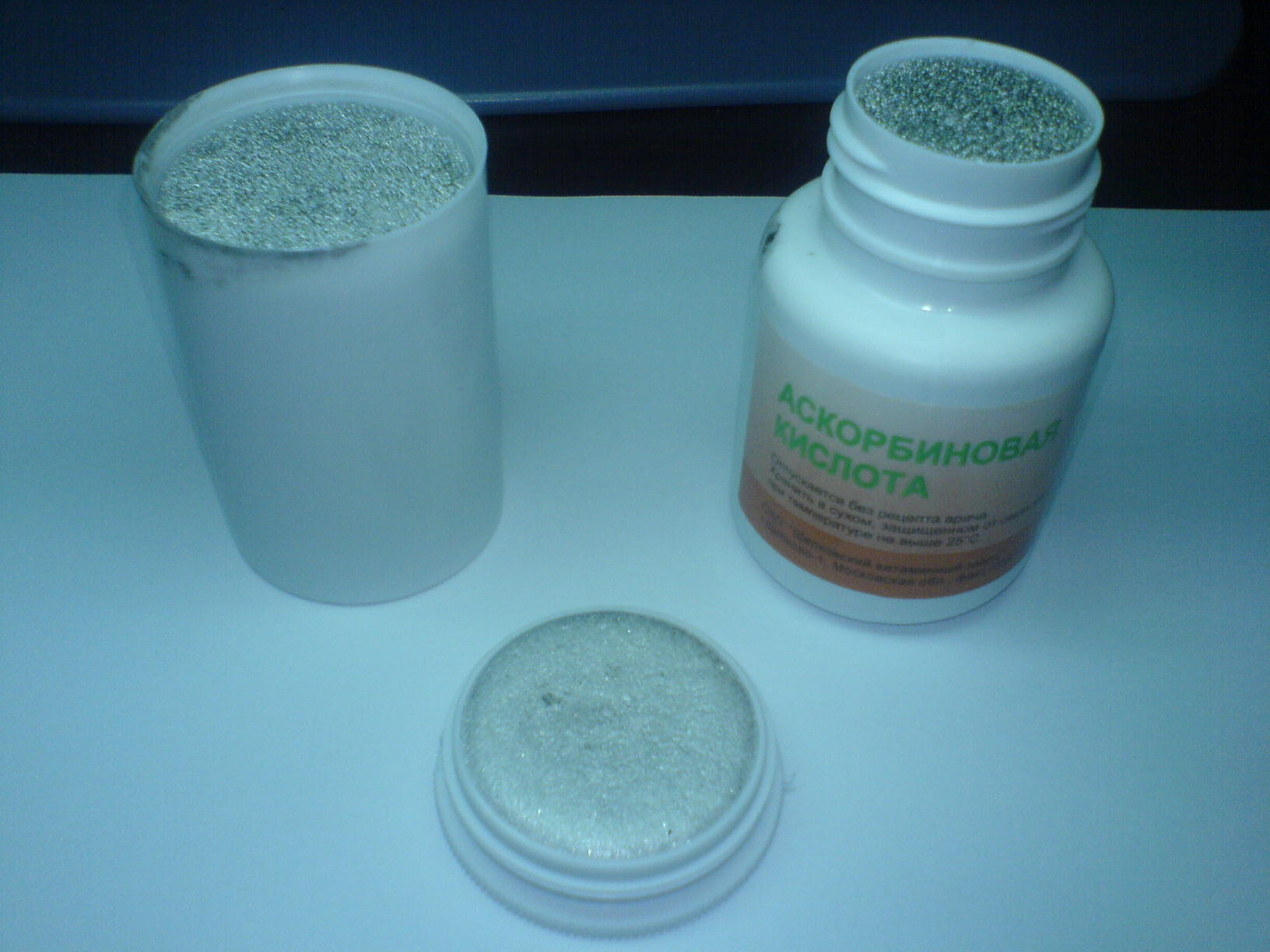
Сплав Вуда, залитый в полиэтиленовые ёмкости.

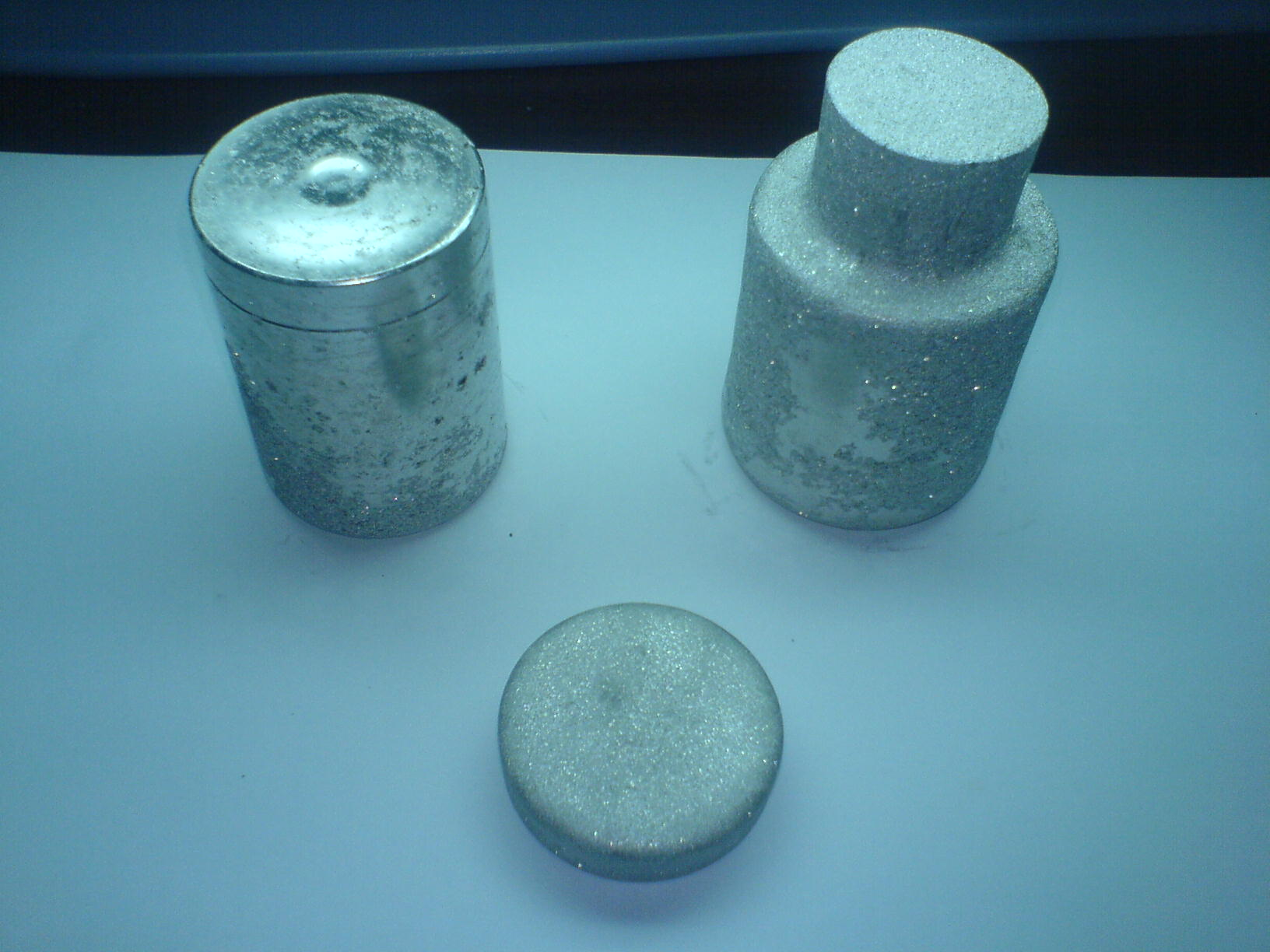
Сплав Вуда после затвердевания и удаления емкостей.

Легкоплавкие сплавы — это, как правило, эвтектические металлические сплавы, имеющие низкую температуру плавления, не превышающую температуру плавления олова (231,9 °C). Для получения легкоплавких сплавов используются свинец, висмут, олово, кадмий, таллий, ртуть, индий, галлий и иногда цинк. За нижний предел температуры плавления всех известных легкоплавких сплавов принимается температура плавления амальгамы таллия (−61 °C), за верхний предел взята температура плавления чистого олова.
Сплавы щелочных металлов также способны к образованию легкоплавких эвтектик и могут быть отнесены к группе легкоплавких сплавов. Так сплавы системы натрий-калий-цезий имеют рекордно низкую температуру плавления: Советский сплав плавится при −78 °C. Однако, применение этих сплавов затруднено из-за их высокой химической активности.
Во всех областях применения легкоплавких сплавов главным востребованным свойством является заданная низкая температура плавления. Это свойство, в частности, используется для пайки микросхем, которые могут выйти из строя из-за перегрева при пайке обычными припоями. Кроме того, эти сплавы должны иметь определённую собственную прочность, прочность связи для пайки с другим металлом, химическую инертность, вакуумоплотность, теплопроводность. Основными областями применения легкоплавких сплавов являются:
- Электротехника и микроэлектроника (припои, покрытия, предохранители и др.).
- Пайка ёмкостей, труб (уплотнения, паяные швы и др.).
- Жидкометаллические теплоносители в энергетике и машиностроении.
- Литейное дело (производство выплавляемых моделей).
- Термометрия (рабочее тело для термометров различных типов).